# پروسیمیریتسه
پروسیمیریتسه (به لاتین: Prosiměřice) یک منطقهٔ مسکونی در جمهوری چک است که در ناحیه زنویمو واقع شده‌است. پروسیمیریتسه ۶٫۴۴ کیلومتر مربع مساحت و ۷۵۰ نفر جمعیت دارد و ۲۰۵ متر بالاتر از سطح دریا واقع شده‌است.